# Balići (Prijepolje)
Balići (Servisch cyrillisch: Балићи) is een plaats in de Servische gemeente Prijepolje. De plaats telt 434 inwoners (2002).